# Учене през целия живот
Учене през целия живот (от англ. life-long learning) е съвременната формулировка на идеята, че човек се учи докато е жив. В контекста на съвременното общество на знанието ученето през целия живот се смята за критичен фактор за развитие на успешна кариера.
Чрез използване на понятието, се изтъква и фактът, че формалното образование представлява само една част от това, което човек научава през живота си. Така например човек придобива голяма част от знанията си чрез собствената си практика, чрез четене и гледане на телевизия, но и чрез наблюдение и подражание на околните.

### Форми на учене през целия живот
1. Формално образование и обучение (обхваща лица, навършили възраст за задължително обучение /чл. 7 от ЗНП/, без да са придобили съответната образователна степен и/или степен на професионална квалификация, от англ. formal education)
2. Неформално обучение (от англ. non-formal training)
2.1. Неформално обучение свързано с получаване на документ
2.2. Неформално обучение несвързано с получаване на документ
3. Самостоятелно учене (от англ. informal learning)
3.1. Преднамерено/Целенасочено самостоятелно учене
3.2. Непреднамерено/Случайно самостоятелно учене
Формално образование и/или обучение е това, което се провежда в образователната система или центровете за професионална квалификация (ЦПО) и което води до придобиване на степен на образование и/или степен на професионална квалификация (СПК).
Неформалното обучение също е целенасочено и организирано, но успешното му завършване не води до придобиване на степен на образование (клас, етап) или степен на професионална квалификация (вкл. и квалификация по част от професия). Най-често срещаните форми на неформално обучение са курсове, частни уроци, семинари, работни срещи с обучителен характер, обучение на работното място инструктажи по безопасността на труда и др. Успешното завършване на неформалното обучение може да бъде или да не бъде придружено от издаването на някакъв документ – удостоверение, свидетелство или друго. Обучението на работното място е специфична категория на неформалното обучение. Характеризира се с планиран период на обучение, инструкции или практически опит, използвайки нормални инструменти за работа, или непосредствено на работното място, или в процеса на работа в присъствието на инструктиращо лице.
Целенасочено (Преднамерено) Самостоятелно учене е целенасочена учебна дейност, предприета с цел повишаване на персоналните знания и умения. Най-често срещаните форми (начини) на самостоятелно обучение са обучение с помощта на член от семейството, колега или приятел, ползване на печатни материали/издания – книги, учебници, професионални списания, ръководства, ползване на компютър, гледане на телевизионни образователни програми или аудиовизуални продукти на други носители с образователна цел, посещения на музеи, исторически и природни забележителности с участието на екскурзовод, посещения в учебни центрове, библиотеки и читалища с образователна цел.